# Бопп, Вильгельм
Иоганн Мартин Вильгельм Карл Бопп (нем. Johann Martin Wilhelm Karl Bopp; 4 ноября 1863, Мангейм — 11 июня 1931, Бюль) — немецкий дирижёр и музыкальный педагог. Муж певицы Августы Бопп-Глазер (с 1902 года).
Родился в семье фабриканта. Начал учиться музыке в своём родном городе под руководством Жана Беккера (скрипка), Альбрехта Хенлейна (клавир) и Фердинанда Лангера. В 1879—1881 гг. продолжил образование в Лейпцигской консерватории у Карла Райнеке и Иоганнеса Вейденбаха (клавир), Фридриха Хермана и Генриха Шрадика (скрипка), Саломона Ядассона (теория). Вернувшись в Мангейм, изучал дирижирование у Эмиля Паура.
В 1884—1886 гг. руководил лидертафелем во Фрайбурге, затем в течение года работал как репетитор солистов в городском театре Франкфурта-на-Майне. В 1887—1888 гг. был ассистентом Феликса Мотля в Герцогском театре в Карлсруэ и на Байройтском фестивале. Затем вернулся в Мангейм и с 1889 года преподавал в местной консерватории клавир, камерный ансамбль и хоровое пение. В 1899 году при покровительстве великой герцогини Луизы консерватория была преобразована в Мангеймскую высшую школу музыки, и Бопп возглавил её. В 1907 году сменил Рихарда фон Пергера во главе Венской консерватории и руководил ею до 1919 года, осуществив значительную модернизацию учебных программ и преподавательского состава, вплоть до приглашения Арнольда Шёнберга в качестве преподавателя теории музыки; дирижировал также консерваторскими оркестром и хором, выступал как пианист-концертмейстер. В 1919 году вернулся в Мангейм, где вместе с женой открыл частную музыкальную школу. В разные годы жизни выступал также как музыкальный критик.